# ネオマスカット
ネオマスカットは、日本で開発された黄緑色のブドウである。甲州三尺とマスカット・オブ・アレキサンドリアを交配してつくられた。
岡山県上道郡浮田村（現在の岡山市東区草ケ部）の広田盛正によって開発され、1932年に命名された。粒の大きさは10グラム前後、マスカット・オブ・アレキサンドリアに似た風味と香りが特徴で、1950年ごろから山梨県を中心に栽培が広まった。
温室栽培が必須のマスカット・オブ・アレキサンドリアと異なり、露地栽培できる。2010年での日本の生産面積は73.1ヘクタールであり、うち、山梨県36.0ヘクタール、岡山県16.0ヘクタール、新潟県9.0ヘクタールであった。
広田の出身地では、功績を讃えた顕彰碑が1971年（昭和46年）に建立された。

## スイマス(酸いマス)
ネオマスカットは収穫適期よりも早く収穫したり、果実を多く付けすぎたりすると、糖度が著しく低くなってしまうという性質を持つ。この未熟なネオマスカットの流通が原因でスイマス（酸いマス）と呼ばれ、品種の評価が低下したため消費が伸び悩んだ。2006年にシャインマスカットが誕生した際は、ネオマスカットの二の舞いとならないよう低品質な果実が出回らないような取り組みがなされた。